# Vertcoin
Vertcoin（略称：VTC）は2014年初頭に作られたオープンソースの暗号通貨で、分散化に重点を置いている。 Vertcoinは、ASICに耐性のあるプルーフ・オブ・ワークのメカニズムを使用して新しいコインを発行し、マイナーがネットワークを安全にしてトランザクションを検証するインセンティブを与える。Vertcoinのブロックチェーンは、最新のグラフィックカードを使って集団的にマイニングを行う個人の分散型連合によって維持されている。

## 歴史
Vertcoinは、ASICと呼ばれる専用プロセッサを使用してマイニングすることが困難であることにより、分散的であることを目指している。Vertcoinはオープンソースで、ブロックタイムは2.5分である。
TechRadarのJonas Muroは2018年、とりわけ2つの理由がVertcoinを「人気」にしたと書いている。 その理由のひとつは、「ワンクリック・ソフトウェア」を使ってマイニングできる新規ユーザーにとって負担が少ないことだ。 もうひとつの理由は、人々がソーシャルメディア上でVertcoinに深く関わっていることだ。NBCニュースのBen Popken記者は2018年、VertcoinがRedditで大きな注目を集めており、「昨年から人気が急上昇」しているのは、同様にビットコインに大きな影響力を持つために使われているASICと呼ばれる特殊なマシンを通さないためだと指摘した。 The Transactions of the Korean Institute of Electrical Engineersに掲載された2018年12月の論文では、"（Vertcoinは）あまり人気のないブロックチェーンであるため、難易度調整アルゴリズムはハッシュレートの変化に非常に敏感で、タイムスタンプのなりすましやチェリーピッキング攻撃のターゲットになりやすい "と述べられていた。
2018年10月から12月にかけて、Vertcoinは51％アタックを受けた。
これを受けて、Vertcoinは2019年12月1日に再び51％の攻撃を受ける前に、プルーフ・オブ・ワーク・アルゴリズムをLyra2Rev3に変更した。